# Thesidium
Thesidium es un género con trece especies de plantas de flores perteneciente a la familia Santalaceae.

## Especies seleccionadas
- Thesidium exocarpaeoides
- Thesidium fragile
- Thesidium fruticulosum
- Thesidium globosum
- Thesidium hirtulum
- Thesidium hirtum
- Thesidium leptostachyum
- Thesidium longifolium
- Thesidium microcarpum
- Thesidium minus
- Thesidium podocarpum
- Thesidium strigulosum
- Thesidium thunbergii